# Национално висше училище по изкуства и занаяти
Националното висше училище по изкуства и занаяти (на френски: École nationale supérieure d'arts et métiers, ENSAM, Arts et Métiers ParisTech) е френски инженерно-изследователски институт за висше образование. Основана през 1780 г., институцията е една от най-старите френски институции и едно от най-престижните инженерни училища във Франция. Продължава да бъде сред първите десет френски инженерни училища и е във френската класация за 2018 г. в областта на машинното инженерство в Шанхай.

## Известни възпитаници
- Гюстав Пиер Труве, френски изобретател, електроинженер и физик